# Filimon Abraham
Pour les articles homonymes, voir Abraham (patronyme).
Filimon Abraham, né le 9 novembre 1992, est un coureur de fond allemand d'origine érythréenne spécialisé en course en montagne. Il a remporté la Coupe des nations de la WMRA et a terminé deuxième de la Coupe du monde de course en montagne 2019.

## Biographie
Fuyant son pays d'origine l'Érythrée, Filimon arrive en Allemagne à Traunstein en 2014 en tant que réfugié. Apprenant la langue, il trouve un apprentissage en menuiserie et parvient à s'intégrer grâce à la course à pied,,.
Ayant rejoint le club d'athlétisme de Ratisbonne, il se révèle véritablement en 2017. Le 7 mai, il réalise une excellente course au semi-marathon de Salzbourg. Poussé par les coureurs kényans du marathon, il s'impose en 1 h 6 min 34 s. Il découvre également la discipline de course en montagne et s'y illustre en terminant deuxième de la course de montagne du Karwendel puis troisième de la course de Šmarna Gora face à un plateau relevé.
Il connaît une bonne saison 2019. Le 14 juillet, il effectue une excellente course au Grossglockner. Courant dans le groupe de tête, il parvient à devancer le favori Geoffrey Ndungu en fin de course pour remporter sa première victoire. Le 15 septembre, il décroche la troisième marche du podium derrière son compatriote Petro Mamu et le champion du monde de course en montagne Joseph Gray lors de la Drei Zinnen Alpine Run. Lors de la finale de la Coupe du monde de course en montagne à Šmarna Gora, il lance une attaque très tôt et mène la première partie de course. Son compatriote Petro Mamu le suit de près et attend patiemment la dernière montée pour lancer son attaque et le doubler pour s'offrir la victoire. Ses trois podiums lui permettent de décrocher la deuxième place du classement de la Coupe du monde derrière le Britannique Andrew Douglas.
Il obtient son certificat de menuisier en 2020 et parvient à mener à bout sa demande de citoyenneté allemande. Avec son nouveau passeport en poche, il quitte son poste de menuisier et décide de s'investir totalement dans sa carrière sportive.
Le 26 septembre 2021, il s'élance comme favori sur la course de montagne du Hochfelln. Après une brève lutte avec l'Autrichien Manuel Innerhofer, il se détache en tête et remporte la victoire de sa course « à domicile ». Le 31 octobre, il participe à sa première compétition internationale en tant que membre de l'équipe allemande lors de la Coupe des nations de la WMRA. Prenant un bon départ, il lutte en tête face au Kényan Lengen Lolkurraru. Ce dernier parvient à prendre l'avantage à mi-course mais Filimon ne se laisse pas impressionner et lance son attaque en fin de course pour reprendre la tête et parvient à creuser un écart avec son adversaire. Il s'impose avec une minute d'avance et décroche son premier succès international. Le 12 décembre, il prend part aux championnats d'Europe de cross-country à Dublin. Malgré des crampes d'estomac, il se classe meilleur Allemand en quatorzième place.
En 2022, il se concentre sur la piste dans la discipline du 10 000 mètres. Lors des championnats d'Allemagne à Pliezhausen, il effectue une solide course aux avant-postes mais se fait doubler par le champion Simon Boch à 400 mètres de la fin et remporte l'argent en 28 h 15 min 95 s. Il prend part à la Coupe d'Europe du 10 000 mètres à Pacé où il termine septième en 28 h 3 min 39 s. Meilleur Allemand, il mène son équipe sur la troisième marche du podium du classement par équipes. Il est sélectionné pour les championnats d'Europe d'athlétisme à Munich. Il termine à une lointaine 19e place en 28 h 53 min 54 s. Le 11 décembre, il prend part aux championnats d'Europe de cross-country à Turin. Il crée la surprise en prenant un bon départ et en courant dans le groupe tête aux côtés de Jakob Ingebrigtsen. Il termine finalement à la cinquième place, à quatre secondes du podium.
Le 19 mars 2023, il fait ses débuts sur la distance du marathon lors du marathon de Barcelone. Il réalise une bonne course et se classe dixième en 2 h 8 min 22 s, réalisant ainsi la deuxième meilleure performance allemande de tous les temps, derrière le record national d'Amanal Petros en 2 h 6 min 27 s. Le 10 juin, il prend le départ de l'épreuve de montée et descente aux championnats du monde de course en montagne et trail à Innsbruck. Il se retrouve rapidement aux avant-postes aux côtés du Kényan Philemon Ombogo Kiriago. Il parivent à passer brièvement ene tête au terme de la première boucle mais se fait dépasser par l'Ougandais Eliud Cherop puis par Philemon Ombogo Kiriago. Courant toujours dans les talons du Kényan, il se fait doubler en fin de course par l'Ougandais Leonard Chemutai qui effectue une fin de course rapide pour remporter le titre. Filimon Abraham assure la troisième place sur le podium.
Le 4 mai 2024, il s'élance au départ des championnats d'Allemagne du 10 000 m à Wassenberg. Effectuant une course stratégique, il accélère en deuxième partie et largue ses adversaires pour aller chercher le titre. Il s'impose en 27 min 59 s 98 avec plus de douze secondes d'avance sur son plus proche rival.

## Palmarès

### Course en montagne
| no  | masculin           | Course                                                           | Longueur | Départ            | Temps           |
| --- | ------------------ | ---------------------------------------------------------------- | -------- | ----------------- | --------------- |
| 2e  | Médaille d'argent  | Course de montagne du Karwendel                                  | 11 km    | 15 juillet 2017   | 1 h 1 min 23 s  |
| 3e  | Médaille de bronze | Course de Šmarna Gora                                            | 10 km    | 7 octobre 2017    | 43 min 34 s     |
| 1re | Médaille d'or      | Course de montagne du Grossglockner                              | 13,4 km  | 14 juillet 2019   | 1 h 11 min 56 s |
| 2e  | Médaille d'argent  | Course de montagne du Hochfelln                                  | 8,9 km   | 29 septembre 2019 | 43 min 55 s     |
| 2e  | Médaille d'argent  | PizTri Vertical                                                  | 3,52 km  | 3 août 2019       | 35 min 0 s      |
| 3e  | Médaille de bronze | Fletta Trail                                                     | 21 km    | 4 août 2019       | 1 h 26 min 23 s |
| 3e  | Médaille de bronze | Course de montagne du Kitzbüheler Horn                           | 12,9 km  | 25 août 2019      | 58 min 0 s      |
| 3e  | Médaille de bronze | Drei Zinnen Alpine Run                                           | 17,5 km  | 15 septembre 2019 | 1 h 25 min 55 s |
| 2e  | Médaille d'argent  | Course de Šmarna Gora                                            | 10 km    | 12 octobre 2019   | 42 min 21 s     |
| 1re | Médaille d'or      | Course de montagne du Kitzbüheler Horn                           | 11,7 km  | 23 août 2020      | 58 min 32 s     |
| 2e  | Médaille d'argent  | Course de Šmarna Gora                                            | 10 km    | 10 octobre 2020   | 42 min 24 s     |
| 2e  | Médaille d'argent  | Course de montagne du Grossglockner                              | 13,4 km  | 11 juillet 2021   | 1 h 12 min 34 s |
| 1re | Médaille d'or      | Course de montagne du Hochfelln                                  | 8,9 km   | 26 septembre 2021 | 43 min 11 s     |
| 1re | Médaille d'or      | GutsMuths-Rennsteiglauf Marathon                                 | 42,2 km  | 2 octobre 2021    | 2 h 24 min 47 s |
| 1re | Médaille d'or      | Coupe des nations de la WMRA                                     | 19 km    | 31 octobre 2021   | 1 h 18 min 29 s |
| 3e  | Médaille de bronze | Championnats du monde de course en montagne - Montée et descente | 15,0 km  | 10 juin 2023      | 56 min 27 s     |
| 2e  | Médaille d'argent  | Fletta Trail                                                     | 21 km    | 16 juillet 2023   | 1 h 27 min 14 s |

### Route/cross
| Année | Compétition                            | Lieu       | Place | Épreuve                   | Temps          |
| ----- | -------------------------------------- | ---------- | ----- | ------------------------- | -------------- |
| 2017  | Semi-marathon de Salzbourg             | Salzbourg  | 1er   | Semi-marathon             | 1 h 6 min 34 s |
| 2022  | Championnats d'Europe de cross-country | Turin      | 5e    | Cross-country             | 29 min 49 s    |
| 2023  | Würzburger Residenzlauf                | Wurtzbourg | 2e    | 10 kilomètres             | 28 min 48 s    |
| 2024  | Championnats d'Europe                  | Rome       | 3e    | Semi-marathon par équipes |                |
| 2025  | Adidas Runners City Night Berlin       | Berlin     | 2e    | 10 kilomètres             | 28 min 30 s    |

### Piste
| Année | Compétition                               | Lieu       | Place | Épreuve       | Temps          |
| ----- | ----------------------------------------- | ---------- | ----- | ------------- | -------------- |
| 2022  | Coupe d'Europe du 10 000 mètres           | Pacé       | 7e    | 10 000 mètres | 28 min 3 s 39  |
| 2024  | Championnats d'Allemagne du 10 000 mètres | Wassenberg | 1er   | 10 000 mètres | 27 min 59 s 98 |

## Records
| Épreuve       | Performance    | Date            | Lieu       |
| ------------- | -------------- | --------------- | ---------- |
| 3 000 mètres  | 8 min 19 s 15  | 3 juin 2022     | Ratisbonne |
| 5 000 mètres  | 14 min 7 s 21  | 19 juin 2021    | Ratisbonne |
| 10 000 mètres | 27 min 59 s 98 | 4 mai 2024      | Wassenberg |
| 10 kilomètres | 28 min 30 s    | 26 juillet 2025 | Berlin     |
| Semi-marathon | 1 h 2 min 31 s | 6 avril 2025    | Berlin     |
| Marathon      | 2 h 8 min 11 s | 23 février 2025 | Séville    |